# Sonate K. 262
La sonate K. 262 (F.210/L.446) en si majeur est une œuvre pour clavier du compositeur italien Domenico Scarlatti.

## Présentation
La sonate K. 262 en si majeur, notée Vivo, forme une paire avec la sonate précédente, en forme de tarentelle. Bien qu'écrite dans le rare si majeur (voir sonates K. 244 et 245), Scarlatti quitte rapidement le ton pour un la mineur. La seconde partie offre un développement étonnant de répétitions de la même note, sur de puissants accords.

## Manuscrits
Le manuscrit principal est le numéro 27 du volume IV de Venise (1753), copié pour Maria Barbara ; les autres sont Parme VI 18, Münster III 6 et Vienne E 6.

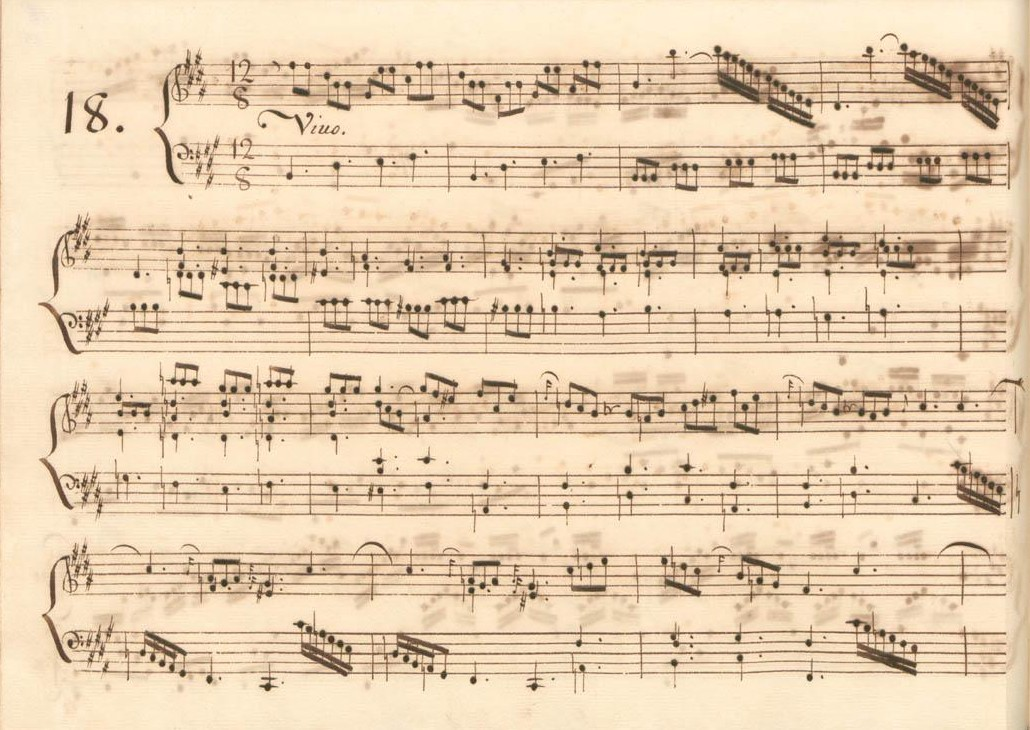
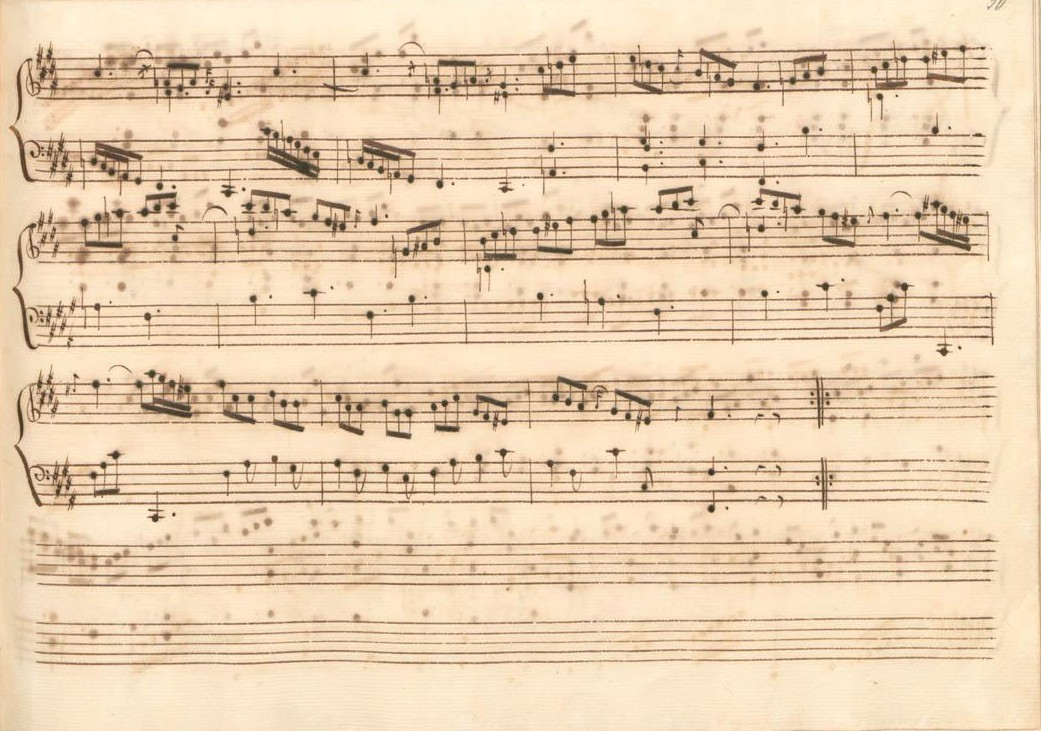
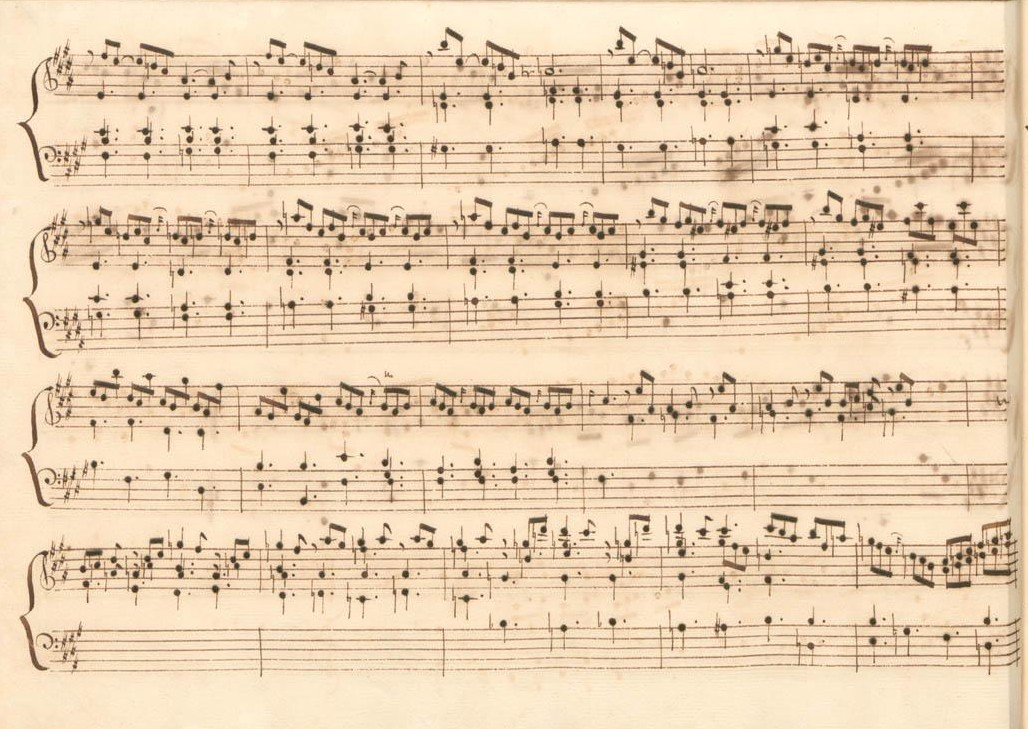
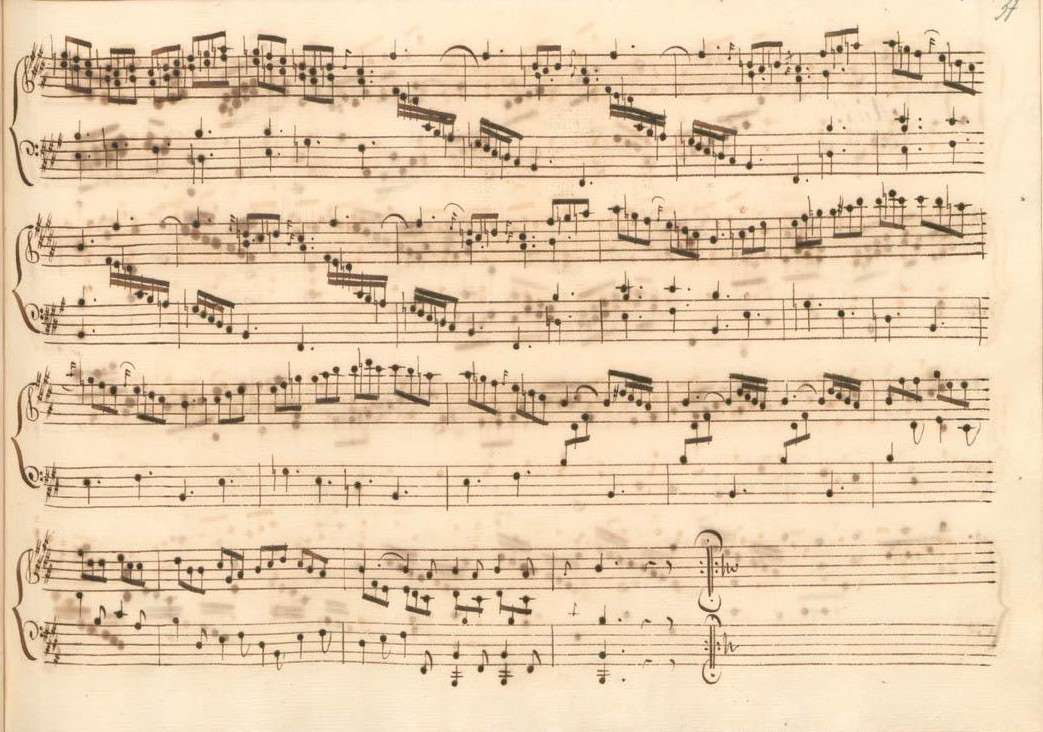

## Interprètes
La sonate K. 262 est défendue au piano notamment par Nina Milkina (1973, Pye Records), Fou Ts'ong (1984, Collins-Meridian), Beatrice Long (1996, Naxos, vol. 4), Michelangelo Carbonara (2010, Brilliant Classics), Carlo Grante (2012, Music & Arts, vol. 3) et Margherita Torretta (14-16 avril 2019, Academy Productions) ; au clavecin par Scott Ross (1985, Erato), Richard Lester (2002, Nimbus, vol. 2), Pierre Hantaï (2004, Mirare, vol. 2), Pieter-Jan Belder (Brilliant Classics, vol. 6) et Lillian Gordis (2018, Paraty).

## Sources
: document utilisé comme source pour la rédaction de cet article.
- Ralph Kirkpatrick (trad. de l'anglais par Dennis Collins), Domenico Scarlatti, Paris, Lattès, coll. « Musique et Musiciens », 1982 (1re éd. 1953 (en)), 493 p. (ISBN 978-2-7096-0118-4, OCLC 954954205, BNF 34689181).
- Alain de Chambure, « Domenico Scarlatti : Intégrale des sonates — Scott Ross », Erato (2564-62092-2), 1985 (OCLC 891183737) .